# Furiosa: de la saga Mad Max
Furiosa: de la saga Mad Max (en inglés Furiosa: A Mad Max Saga, o simplemente Furiosa) es una película de aventuras y acción postapocalíptica australiano-estadounidense dirigida por George Miller a partir de un guion coescrito con Nico Lathouris. Sirve como un spin-off y una precuela que narra acontecimientos 15 años antes de Mad Max: Fury Road y es la quinta película de la franquicia Mad Max, centrándose en los orígenes de Furiosa. Protagonizada por Anya Taylor-Joy como el personaje titular Furiosa con Chris Hemsworth y Tom Burke.
En marzo de 2020, Miller realizó audiciones de casting para el papel principal de la película. En octubre, Taylor-Joy, Hemsworth y Yahya Abdul-Mateen II fueron elegidos para los papeles protagonistas, pero debido a un conflicto de programación, Abdul-Mateen fue reemplazado por Burke en noviembre. Varios miembros del equipo de Fury Road regresaron para la película, incluido el guionista Lathouris, la editora de cine Margaret Sixel, la diseñadora de vestuario Jenny Beavan y el compositor Junkie XL. El rodaje se llevó a cabo en Australia de junio a octubre de 2022.
Producida por Warner Bros. Pictures, Furiosa: A Mad Max Saga se estrenó en el 77.º Festival de Cine de Cannes el 15 de mayo de 2024. Se estrenó en cines en Australia el 23 de mayo de 2024 y en Estados Unidos al día siguiente. La película recibió críticas positivas de los críticos, pero se convirtió en un fracaso de taquilla, recaudando sólo 174,3 millones de dólares frente a su presupuesto de 168 millones de dólares. 

## Premisa
Décadas después del apocalipsis, Australia es un páramo radiactivo y el Paraje Verde de Muchas Madres es una de las últimas áreas restantes con agua dulce y agricultura. Los asaltantes descubren el Paraje Verde mientras dos niñas, Furiosa y Valkiria, están recogiendo melocotones. Furiosa intenta sabotear sus motocicletas, pero los asaltantes la capturan como premio para su líder, Dementus de la Horda de Motociclistas.
Mary, la madre de Furiosa, los persigue hasta el campamento de la Horda, matando a todos menos a uno de los asaltantes, que lleva a Furiosa ante Dementus. Furiosa hiere mortalmente al último asaltante antes de que pueda revelar la ubicación del Paraje Verde. Mary se cuela en el campamento y rescata a Furiosa, pero Dementus los rastrea. La madre se queda atrás para ganar tiempo para que Furiosa escape y le da un hueso de durazno para que la recuerde, pero Furiosa se niega a dejar a Mary. Dementus obliga a Furiosa a presenciar la crucifixión de su madre . Atormentado por la muerte de su familia, Dementus adopta a una Furiosa reacia como su hija, con la esperanza de que lo lleve al Paraje Verde.
Algún tiempo después, Dementus asedia la Ciudadela, otro asentamiento con agua dulce y agricultura. Sin embargo, la Horda es repelida por los Media Vida, el ejército fanático del señor de la guerra de la Ciudadela, Immortan Joe. Dementus cambia de rumbo, utilizando una estrategia de Caballo de Troya para capturar La ciudad de la Gasolina, una refinería de petróleo que suministra gasolina a la Ciudadela. En las negociaciones de paz, Joe reconoce la autoridad de Dementus sobre La ciudad de la Gasolina y aumenta sus suministros de comida y agua a cambio del médico de la Horda y Furiosa, que se ha tatuado un mapa estelar del Paraje Verde en el brazo izquierdo para encontrar el camino a casa. Después, Joe encarcela a Furiosa con su grupo de "esposas" dentro de una bóveda. Después de que el hijo de Joe, Rictus, muestra atracción hacia ella, Furiosa idea un plan para escapar. Una noche, Rictus saca a Furiosa de la bóveda de Joe para violarla, pero ella se le escapa usando una peluca hecha con su propio cabello y desaparece.
Disfrazada de adolescente mudo, Furiosa se abre camino en las filas de los hombres de Joe durante más de una década. Ayuda a construir el Camión de Guerra, un camión cisterna de suministros fuertemente armado que puede resistir los ataques de los asaltantes en el Yermo sin ley. Planea escapar ocultándose en el Camión de Guerra cuando Joe envía a su mejor conductor, Praetorian Jack, en una misión de suministro. Desilusionado por la insensibilidad de Dementus, su teniente, The Octoboss, se vuelve rebelde y lanza un asalto aéreo contra el Camión de Guerra. Sus Mortificadores matan a toda la tripulación del Camión de Guerra y destruyen la motocicleta oculta de Furiosa, pero Furiosa y Jack se unen para derrotarlos. Furiosa intenta secuestrar el Camión de Guerra y conducir a casa, pero Jack la frustra fácilmente. Sin embargo, reconoce su potencial y se ofrece a entrenarla para escapar si lo ayuda a reconstruir su tripulación; Furiosa se convierte en la segunda al mando de Jack y es ascendida a Praetorian. Ella y Jack se unen y deciden escapar juntos. Ven una oportunidad cuando Joe decide atacar La ciudad de la Gasolina, que Dementus ha logrado arruinar casi por completo. Joe ordena a Furiosa y a Jack que recolecten armas y municiones del Criadero de Balas, una instalación minera aliada.
Sin embargo, Dementus les tiende una emboscada cuando llegan. Furiosa y Jack apenas logran escapar, y el brazo izquierdo de Furiosa está herido. Dementus los persigue y tortura a Jack hasta la muerte. Furiosa escapa de sus cadenas cortándose su propio brazo herido, sacrificando su mapa estelar para escapar. Un hombre solitario observa desde lejos cómo Furiosa lucha por regresar a la Ciudadela, donde ella y el ayudante de Joe, El Comehombres, forman una estrategia para evitar una trampa planeada por Dementus. En cambio, el propio Dementus es atraído a una trampa en la Ciudadela, y los Media Vida aplastan a la Horda en una guerra de 40 días. Habiendo perdido su camino a casa, Furiosa se afeita la cabeza nuevamente, reemplaza su brazo con una prótesis mecánica y persigue a Dementus que huye.
Después de una larga persecución, Furiosa mata a Dementus en el desierto. Furiosa lleva el cuerpo de Dementus a la Ciudadela, donde usa su cuerpo como fertilizante para hacer crecer un árbol de duraznos a partir del hueso de su madre. El Hombre de la Historia exagera la historia, diciéndole a todos los que quieran escuchar que Dementus todavía está vivo y sufriendo como un "cadáver viviente". Joe asciende a Furiosa a "Imperator" y le da el mando de un nuevo Camión de Guerra. Ella se encuentra con las cinco esposas criadoras de Joe en la bóveda donde Joe una vez la mantuvo prisionera. La noche antes de otra carrera de suministros, las "Cinco Esposas" se esconden en el Camión de Guerra de Furiosa. 

## Reparto
| Actor           | Personaje                     | Descripción del personaje |
| --------------- | ----------------------------- | --- |
| Anya Taylor-Joy | Furiosa                       | Niña secuestrada que intenta volver al Paraje Verde y sobrevivir bajo en mando de Dementus y Inmortan Joe. |
| Alyla Browne    | Furiosa                       | Joven Furiosa |
| Chris Hemsworth | Dementus                      | El líder trastornado de la Horda de Motociclistas, que secuestró a Furiosa y, finalmente, gobernante de la Ciudad de la Gasolina. |
| Tom Burke       | Pretoriano Jack               | El comandante del primer Camión de Guerra de la Ciudadela |
| Lachy Hulme     | Immortan Joe / Rizzdale Pell  | El líder caudillo de la Ciudadela y enemigo de la Horda de Motociclistas |
| Nathan Jones    | Rictus Erectus                | El hijo musculoso pero tonto de Joe |
| Josh Helman     | Scrotus                       | El hijo psicológicamente inestable de Joe |
| John Howard     | El Comehombres                | Asesor y estratega militar de Joe , y futuro gobernante de la Ciudad de la Gasolina en Mad Max: Fury Road |
| Angus Sampson   | El Mecánico Orgánico [Médico] | Médico personal de Dementus y luego de Joe |
| Daniel Webber   | Media vida                    | Un guerrero de los media vida de Joe. |
| George Shevtsov | El Hombre de la Historia      | Un experto en historia preapocalíptica, ciencia y tecnología que sirve a Dementus. (Es el narrador de la película) |
| Elsa Pataky     | Señora Norton                 | Una superviviente deforme que se une a la Horda de Motociclistas |
| Elsa Pataky     | General Vuvalini              | General del Paraje Verde |
| Clarence Ryan   | Pulgar Negro                  | Mecánico del pretorio Jack en el Camión de guerra |
| David Collins   | Smeg                          | Secuaz de Dementus, proclamador de la danza y mensajero |
| Matuse          | Fang                          | Secuaz de Dementus |
| Goran D. Kleut  | The Octoboss                  | El líder de la banda de motociclistas Mortifiers, que comienza la película como aliado temporal de Dementus |
| Bryan Probets   | Chumbucket                    | Un mecánico de automóviles jorobado en la Ciudadela |
| Lee Perry       | El criador de balas           | Gobernante del Criadero de Balas y proveedor de armas de la Ciudadela |
| Quaden Bayles   | Media Vida                    | Del ejército de la Ciudadela |
| Charlee Fraser  | Mary Jo Bassa                 | La madre de Furiosa |
| Dylan Adonis    | Valquiria                     | Amiga de la infancia de Furiosa |
| Jacob Tomuri    | "Mad" Max Rockatanksy (cameo) | Un solitario que vive en su V8 Interceptor y que presencia el regreso de Furiosa a la Ciudadela; más tarde ayuda a Furiosa y las "Cinco Esposas" a derrotar a Immortan Joe y su ejército, y reclamar el control de la Ciudadela en Mad Max: Fury Road (Tomuri sirvió como doble de riesgo de Tom Hardy durante el rodaje de Fury Road) |

## Producción

### Preproducción
El director George Miller y el coguionista Nico Lathouris pasaron más de 15 años escribiendo el guion de Mad Max: Fury Road (2015) y desarrollaron historias de fondo para cada personaje, en particular para el coprotagonista Imperator Furiosa.  Finalmente escribieron un guion centrado en Furiosa, que la actriz Charlize Theron utilizó como referencia para su actuación en Fury Road.  Según Miller, Furiosa "probablemente" tiene lugar después de Mad Max Beyond Thunderdome (1985), pero la franquicia Mad Max "no tiene una cronología estricta".  El primer tráiler de la película, estrenado el 30 de noviembre de 2023, afirmaba que Furiosa tiene lugar "45 años después del colapso". 
En julio de 2010, Miller anunció planes para filmar Fury Road consecutivamente con una precuela de acción real titulada Mad Max: Furiosa, pero, durante la preproducción, se decidió filmar solo Fury Road.  En un momento, Miller y Lathouris esperaban convertir el guion de Furiosa en una película de anime dirigida por Mahiro Maeda, quien había trabajado anteriormente en The Animatrix (2003), Neon Genesis Evangelion (1995–96) y Porco Rosso (1992).   
En noviembre de 2017, la productora de Miller presentó una demanda contra Warner Bros. por una disputa salarial en Fury Road, que retrasó la producción de cualquier entrada adicional de la franquicia.  En julio de 2019, Miller reveló que todavía se estaba planeando una película de Furiosa además de dos secuelas de Mad Max. 
En marzo de 2020, Miller y Warner Bros. resolvieron su demanda y comenzaron a emitir la precuela de Furiosa, que Miller pretendía hacer después de Three Thousand Years of Longing (2022). Se informó que la película se desarrollaría durante un período de 15 años y representaría la historia de fondo de Furiosa de cómo fue desplazada de su hogar y pasó su vida "tratando de regresar". 
Varios miembros del equipo de Fury Road acordaron regresar para la película, incluido el compositor Tom Holkenborg, la diseñadora de vestuario Jenny Beavan, la editora Margaret Sixel, la diseñadora de maquillaje Lesley Vanderwalt, el diseñador de producción Colin Gibson (sin relación con la estrella original de Mad Max, Mel Gibson), y el mezclador de sonido. Ben Osmo; Beavan, Sixel, Vanderwalt, Gibson y Osmo habían ganado previamente premios de la Academia por su trabajo en Fury Road .     En 2020, Miller dijo que John Seale, semirretirado, había aceptado regresar como director de fotografía, pero Seale se retiró después de filmar Three Thousand Years of Longing de Miller, y explicó que quería pasar más tiempo con sus nietos.   Simon Duggan asumió el cargo de director de fotografía.  
Village Roadshow Pictures, que había cofinanciado Fury Road, fue acreditado en el material de marketing inicial de Furiosa, y su participación también fue reconocida por un kit de prensa oficial relacionado con la película y un comunicado de prensa del Festival de Cine de Cannes.    Sin embargo, tras su estreno, todas las menciones a la empresa se omitieron en las promociones y en la película en sí. En mayo de 2024, un informe de taquilla de Deadline Hollywood declaró que Warner Bros. "está totalmente de acuerdo con Furiosa " y financió la mayor parte del presupuesto de la película sin cofinanciadores, como Village Roadshow, probablemente como resultado de una disputa de contenido relacionada. a Warner Bros.' estrategia de lanzamiento simultáneo seguida en 2021.    El sitio de noticias en línea también informó que Domain Entertainment (un fondo de capital privado que cofinanció otras producciones de Warner Bros. como Aquaman and the Lost Kingdom y Wonka en 2023) figuraba en los créditos iniciales después del logotipo de Warner Bros.  

### Casting
Miller buscó elegir a una actriz más joven para el papel en lugar de utilizar tecnología antienvejecimiento para Theron, explicando que la tecnología todavía deja un efecto de "un valle extraño ".  Theron admitió que la decisión fue "un poco desgarradora, seguro", pero entendió el razonamiento de Miller.  En marzo de 2020, durante el cierre de COVID-19 en Australia, Miller audicionó a varias actrices por Skype para el papel de Furiosa. 
En octubre de 2020, Anya Taylor-Joy, Chris Hemsworth y Yahya Abdul-Mateen II fueron elegidos, aunque Abdul-Mateen luego se retiró debido a un conflicto de programación.   Miller eligió a Taylor-Joy después de ver su actuación en una de las primeras ediciones de la película Last Night in Soho (2021) y hacerle una audición para el monólogo "Mad as Hell", citado por el personaje Howard Beale (interpretado por Peter Finch ) de Sidney Lumet. La red (1976).   Edgar Wright, director de Last Night in Soho, le dijo a Miller que "hagase un favor y aproveche la oportunidad de trabajar con ella".  Miller sintió que "hay una especie de atemporalidad en ella, hay un misterio en ella y, sin embargo, es accesible".  Taylor-Joy recibió consejos de Nicholas Hoult, quien anteriormente había interpretado a Nux en Fury Road y trabajó junto a ella en The Menu (2022).  Según Goran D. Kleut, quien interpretó a The Octoboss, Miller le pide a cada actor que audiciona con él que pruebe el monólogo "Mad as Hell". 
Hemsworth, un australiano, había crecido viendo las películas de Mad Max.  En 2010, ya había solicitado el papel principal en Fury Road, que finalmente fue para Tom Hardy. Hemsworth explicó más tarde que no era una estrella lo suficientemente grande en ese momento como para ganarse el papel; su papel más notable, Thor, aún no había debutado en la película homónima de 2011.  Para retratar con precisión la escasez de recursos en el páramo, Hemsworth redujo su ingesta de calorías a la mitad en comparación con cuando se prepara para una película de MCU .  Al describir y dar más detalles sobre su personaje, Hemsworth dijo: "Es un individuo bastante horrible. A lo largo de toda la película seguimos pensando: 'Esto es malvado, pero ¿cuál es la intención detrás de esto?' No es sólo una locura sádica. Hay un propósito real, las ruedas están girando, él está conspirando y planificando y diez pasos por delante de todos los demás". En medio de la dureza del personaje, Hemsworth imagina a Dementus como una especie de figura paterna para Furiosa, y dice: "Creo que así es como él se ve a sí mismo. Creo que hay una cualidad y naturaleza paternal en la relación en sus ojos. [Furiosa] lo haría, yo". Estoy seguro de que le argumentaré hasta la muerte todo lo contrario. 
En 2021, Miller eligió a Alyla Browne como una joven Furiosa; Anteriormente había trabajado con Miller en Tres mil años de anhelo . Miller dijo que le recordaba a una joven Furiosa y que lo impresionó mientras hacía los splits en el set.  Tom Burke se unió al elenco en otoño de 2021 como Praetorian Jack, reemplazando a Abdul-Mateen.  Burke dijo que si bien la mayoría de sus escenas fueron filmadas sentado en un camión, tuvo que pasar largas horas en el gimnasio para volverse "lo más ágil posible", dado que podría tener que saltar con seguridad del War Rig muchas veces seguidas. hasta que Miller consiguió una toma con la que estaba satisfecho. 
Cuando comenzó la fotografía principal en junio de 2022, los productores revelaron que Nathan Jones y Angus Sampson repetirían sus papeles de Fury Road.  Además, anunciaron que Quaden Bayles, quien trabajó en Three Thousand Years of Longing después de que un video sobre su maltrato en la escuela se volviera viral, aparecería en un papel menor.  Durante la producción, Miller acordó contratar a Lachy Hulme, quien ya interpretaba el papel de Rizzdale Pell, como un Immortan Joe más joven, sucediendo al fallecido Hugh Keays-Byrne quien murió en 2020. Miller inicialmente quería usar un doble de cuerpo para Joe y grabar sus líneas en postproducción con ADR, pero Hulme convenció a Miller de que podía replicar la voz y los ojos de Keays-Byrne. "Cuando trabajas en una película del Dr. George Miller, no hay presión sobre ti porque estás en un entorno increíblemente comprensivo", dijo Hulme. Durante la preproducción, Hulme se cayó de una motocicleta mientras practicaba para una escena como Rizzdale Pell. Después, Miller decidió que todo el recorrido en bicicleta del actor sería realizado por su doble, Chris Matheson.   

### Rodaje
El rodaje tuvo lugar en Australia de mayo a octubre de 2022; La fotografía principal comenzó el 1 de junio de 2022.      Miller rodó la película en varias localizaciones de Nueva Gales del Sur: Broken Hill / Silverton, Hay (la secuencia de acción de Stowaway), Kurnell (Criadero de Balas y el enfrentamiento final entre Furiosa y Dementus), Terrey Hills (Paraje Verde), Melrose Park. (Ciudad de la Gasolina) y el lote de Disney en Sídney (la Ciudadela).  La secuencia de acción en la que los asaltantes tienden una emboscada al War Rig tomó 78 días para filmarse, donde cerca de 200 especialistas trabajaron en ella todos los días; La secuencia se conoció durante la producción como "Stairway to Nowhere". 
Miller declaró que Furiosa fue un rodaje más fácil que Fury Road, en alusión a la problemática producción de este último, y felicitó a Warner Bros. nuevo liderazgo para implementar un "enfoque de realización cinematográfica [que era] mucho más colaborativo que conflictivo".  Burke dijo que Miller quería un estilo de filmación diferente al de Fury Road, que utilizaba tomas cortas y cortes largos; Señaló que Miller quería filmar específicamente la escena en la que Dementus se burla de Jack y Furiosa en una sola toma. 
Taylor-Joy elogió el compromiso de Miller con la seguridad en el set,  pero dijo que trabajar en la película fue, no obstante, una experiencia desafiante. Con sólo unas 30 líneas de diálogo habladas, pasaría "meses" en el set de la película sin pronunciar una sola palabra ante la cámara: "Nunca he estado más sola que haciendo esa película... No quiero ir Me metí demasiado en ello, pero todo lo que pensé que iba a ser fácil fue difícil". Cuando se le preguntó qué resultó más difícil de lo que esperaba en el set de Furiosa, la actriz dijo: "Siguiente pregunta, lo siento. Habla conmigo dentro de 20 años". 
Hemsworth llegó al set con una lesión en la espalda, pero dijo que estaba emocionado de trabajar en Furiosa porque interpretar a Dementus le permitió "salir de ese espacio encasillado del tipo musculoso de acción y... interpretar a un personaje con complicaciones y oscuridad". Explicó que "sufrir sin un propósito es terrible", pero "sufrir con un propósito puede ser rejuvenecedor y reconstituyente".  Burke dijo que Miller estaba dispuesto a colaborar con sus actores para estructurar la relación de Furiosa y Jack, y explicó que si bien Miller quería un romance, Burke sentía que los personajes deberían "dejar el romance a un lado hasta que crean que se están dirigiendo a un lugar más seguro". 
Mientras promocionaban la película, los actores revelaron varias ideas que Miller consideró o incluso filmó, pero finalmente descartó. Taylor-Joy dijo que Miller filmó pero finalmente eliminó una escena en la que Furiosa le corta la lengua a Dementus, un acto que se menciona pero no se muestra en la versión teatral.  Burke dijo que Miller vetó la idea de un montaje de entrenamiento en el que Jack le enseña a Furiosa sobre la guerra en las carreteras porque era demasiado cliché.  En Facebook, Jones publicó que espera que Miller publique una versión del director. 

### Posproducción
El supervisor de efectos visuales, Andrew Jackson, regresó para Furiosa. Su estudio casero, DNEG, trabajó con Framestore, Metaphysic.ai, Rising Sun Pictures y slatevfx.     Recibió una nominación al Premio de la Academia por Fury Road y posteriormente ganó el Oscar por Tenet (2020).  Jackson dijo que Furiosa "se apoya mucho más [que Fury Road ] en los efectos visuales" y que Miller "adoptó completamente la idea de que CG es el camino a seguir para construir mundos y hacer lo que sea necesario en la posproducción". 
Además del trabajo CGI tradicional, como aumentar los fondos y unir el trabajo de múltiples especialistas que filmaron sus escenas por separado por razones de seguridad, Jackson usó VFX para realzar ciertas escenas de acción, como la secuencia de acción de Stowaway, donde VFX animó la desaparición de The Octoboss. y la secuencia de persecución final, donde se utilizó una versión CGI del (por lo demás práctico) auto de Furiosa para animar "cosas demasiado peligrosas para hacerlas con un auto real, como motocicletas que se deslizan lateralmente".    VFX ayudó a "generar una sensación de movimiento" al hacer que los elementos del fondo se movieran más rápido y animar equipos voladores como el ondulante paracaídas negro de The Octoboss. 
A medida que Furiosa pasa de ser una niña a una mujer joven a lo largo de la película, Miller y Jackson contrataron a Rising Sun Pictures para utilizar el aprendizaje automático (una forma no generativa de inteligencia artificial) para combinar los rostros de Taylor-Joy y Browne.  Taylor-Joy dijo que Miller "quería que la transición... fuera perfecta". Pasó dos días filmando con Rising Sun para que pudieran mapear sus expresiones faciales. Según sus estimaciones, al comienzo de la película, alrededor del 35% del rostro de Browne fue modificado para parecerse al suyo, una cifra que aumentó al 80% durante las escenas finales de Browne en la Ciudadela. Además, en las primeras escenas de Taylor-Joy en la Ciudadela, sus ojos fueron parcialmente modificados para parecerse más a los de Browne.  Taylor-Joy destacó que el sindicato de actores se declaró en huelga en parte para exigir una mejor regulación de las herramientas de IA y que el uso de la IA por parte de Miller fue consensuado.  Metaphysic.ai realizó una función similar para Bullet Farmer, mezclando los rasgos faciales de Lee Perry con los del fallecido Richard Carter, quien interpretó a Bullet Farmer en Fury Road. 

### Música
El compositor de Fury Road, Tom Holkenborg (también conocido como Junkie XL), volvió a componer Furiosa; Esta es su tercera colaboración con Miller después de Fury Road y Three Thousand Years of Longing.  Holkenborg se mudó a Sídney para escribir la partitura y también ayudó a preparar la mezcla final.   Explicó que debido a que Furiosa era una película basada en los personajes, la banda sonora de la película también tenía que estar basada en los personajes: "Musicalmente, todo se contaba desde una perspectiva en primera persona, que es cómo ella [Furiosa], cómo ella mira el mundo que la rodea, El Paraje, sus crueldades." 
Holkenborg añadió que Miller quería una "partitura muchísimo más sutil" para Furiosa que Fury Road,  la última de las cuales era "simplemente acción masiva durante 48 horas" y una "ópera rock exagerada".  En particular, Miller vetó la reutilización de la canción "Brothers in Arms" de Fury Road (que suena cuando Max y Furiosa se ayudan mutuamente a escapar del cañón Rock Rider) durante la secuencia de acción de Bullet Farm porque quería centrar la atención de la audiencia en el hecho de que Furiosa estaba dispuesta a sacrificar su mejor oportunidad de encontrar Paraje Verde para salvar la vida de Jack, y ordenó a Holkenborg que utilizara los motivos musicales para Paraje Verde.  Miller explicó que la secuencia de Bullet Farm tenía que ser "una especie de historia de amor en medio de una escena de acción". Quería mostrar que "a través de sus acciones, [Furiosa y Jack] en realidad están dispuestos a entregarse por completo al otro". 
Además, Holkenborg "usó IA para crear voces falsas y profundas a partir de otra voz", y explicó: "¿Qué pasaría si el sonido de origen fuera un ritmo de batería y si el sonido de destino fuera una guitarra eléctrica ? Pero el software no sabe qué hacer". Así que nos dio un feliz accidente que utilizamos a lo largo de la partitura". El sello discográfico interno de Warner Bros., WaterTower Music, lanzó el álbum de la banda sonora oficial el 17 de mayo de 2024.

## Estreno
Furiosa fue estrenada en el Festival de Cine de Cannes el 15 de mayo de 2024,  y su estreno en cines en Australia el 23 de mayo de 2024 y en los Estados Unidos el 24 de mayo de 2024, por Warner Bros. Pictures y Village Roadshow Pictures.  Originalmente estaba previsto su estreno para el 23 de junio de 2023. 

## Reconocimientos
| Premios       | Fecha de ceremonia     | Categoría                                      | Beneficiario(s) | Resultado | Ref(s) |
| ------------- | ---------------------- | ---------------------------------------------- | --------------- | --------- | ------ |
| Premios Astra | 8 de diciembre de 2024 | Mejor largometraje de acción o ciencia ficción |                 | Pendiente | [ 96 ] |
| Premios Astra | 8 de diciembre de 2024 | Mejor largometraje de acción o ciencia ficción | Jenny Beavan    | Pendiente | [ 96 ] |
| Premios Astra | 8 de diciembre de 2024 | Mejor maquillaje y peluquería                  |                 | Pendiente | [ 96 ] |
| Premios Astra | 8 de diciembre de 2024 | Mejor sonido                                   |                 | Pendiente | [ 96 ] |
| Premios Astra | 8 de diciembre de 2024 | Mejores acrobacias                             |                 | Pendiente | [ 96 ] |
| Premios Astra | 8 de diciembre de 2024 | Mejor coordinador de acrobacias                | Guy Norris      | Pendiente | [ 96 ] |
| Premios Astra | 8 de diciembre de 2024 | Mejores efectos visuales                       |                 | Pendiente | [ 96 ] |